# 31349 Uria-Monzon
31349 Uria-Monzon este o planetă minoră (asteroid) din centura de asteroizi. A fost descoperită pe 16 septembrie 1998 la Caussols de OCA-DLR Asteroid Survey⁠(d). 
Obiectul prezintă o orbită caracterizată de o semiaxă mare de 2,1714252 UAi, o excentricitate de 0,09, o înclinație de 2,7819 ° în raport cu ecliptica.